# Prinz William – Zwischen Party und Protokoll
Prinz William – Zwischen Party und Protokoll ist der Titel eines 2002 produzierten US-amerikanischen Fernsehfilmes, der vom Leben des britischen Thronfolgers Prinz William handelt.

## Handlung
Im August 1997 kommt Lady Diana Spencer bei einem Verkehrsunfall in Paris ums Leben. Für ihre beiden Söhne William und Harry bricht eine Welt zusammen. Vor allem William ist es, der den Paparazzi am Tod seiner Mutter die Schuld gibt und seiner Großmutter, der Königin, ein königliches Begräbnis für seine Mutter, die nicht mehr der Königsfamilie angehört hat, abringt. Nach den Trauerfeierlichkeiten beginnt für William am Eton College wieder der Schulalltag. Doch wird er von den Fotografen auf Schritt und Tritt belauert. Selbst sein Leibwächter Tony, den Prinz Charles für Williams Schutz engagiert hat, lässt den Jungen nicht mehr aus den Augen. William beginnt zu rebellieren und geht mit Tom und Laura Parker-Bowles, den Kindern der Geliebten seines Vaters, schon mal in eine Londoner Bar, in der er sich mit leichten Mädchen umgibt. Auf der anderen Seite muss er jedoch den folgsamen Prinzen mimen, um so sein Image vom Thronfolger nicht zu gefährden.

## Hintergrundinformation
Jordan Frieda war zum Zeitpunkt der Dreharbeiten bereits 25 Jahre alt und verkörpert mit William einen Jungen, der zum Zeitpunkt von Dianas Tod erst 15 Jahre alt war. Beide verbindet die Tatsache, dass sie Schüler in Eton waren.
Gedreht wurde der Film an Schauplätzen im County Wicklow (Irland).
In den USA feierte der Film am 29. Juli 2002 Premiere.

## Deutsche Synchronsprecher
Der Film lief in deutscher Fassung zuletzt am 11. Juni 2009 auf Super RTL.
- Prinz William: David Turba
- Prinz Harry: Nicolás Artajo
- Prinz Charles: Joachim Tennstedt
- Tony: Bernd Vollbrecht
- Königin Elisabeth II.: Bettina Schön

## Kritiken
- TV Movie: Inszeniert im Stil einer Klatschillustrierten.[1]